# Michael Houghton
Michael Houghton (London, 1949. –) brit Nobel-díjas tudós. PhD tanulmányait 1977-ben a King’s College Londonon fejezte be.  Qui-Lim Choo, George Kuo, Daniel W. Bradley és ő közösen fedezték fel 1989-ben a Hepatitis C-t. Bent volt abban a csoportban is, mely 1986-ban a  Hepatitis D genomját fejtette meg. A Hepatitis C-vírus felfedezése meggyorsította a diagnosztikus ágensek fejlesztését, mellyel ki lehet mutatni a vírust a vérből. Így lecsökkent annak az egy a kétmillióhoz viszonyított valószínűsége, hogy egy beteg három másiknak adhassa tovább a vírust vérátömlesztéssel.
A becslések szerint az antitestes szűrésnek köszönhetően évente mintegy 40 000 új fertőzés hiúsult meg az USA-ban. Houghton jelenleg a Canada Excellence Research Virológiai Elnöke és Li Ka Shing virológiai professzora az Albertai Egyetemen, ahol a Li Ka Shing Alkalmazott Virológiai Intézet igazgatója. A 2020-as fiziológiai és orvostudományi Nobel-díjat Harvey J. Alterrel és Charles M. Rice-szal közösen kapták meg.

## Fiatalkora és tanulmányai
1949-ben az Egyesült Királyságban született. 17 évesen Louis Pasteurről olvasva döntött úgy, hogy mikrobiológus akar lenni. Houghton a University of East Anglia hallgatójaként végzett 1972-ben biológiai tanulmányok területén, biokémiából írt doktoriját pedig a King’s College Londonon védte meg 1977-ben.